# Nicola da Tolentino soccorre un fanciullo che annega
Nicola da Tolentino soccorre un fanciullo che annega è un dipinto a olio su tavola (26,7x51,8 cm) attribuito a Raffaello, databile al 1500-1501 e conservato nel Detroit Institute of Arts. Si tratta probabilmente di uno dei frammenti della Pala Baronci, in particolare della predella.

## Storia
La pala eseguita per la cappella Baronci nella chiesa di Sant'Agostino a Città di Castello è la prima opera documentata di Raffaello, allora diciassettenne, che vi lavorò con un collaboratore più anziano, già a bottega da suo padre, Evangelista da Pian di Meleto. Il contratto è datato 10 dicembre 1500 e la consegna è registrata il 13 settembre 1501.
La pala venne danneggiata durante un terremoto nel 1789. Sezionata per separare le parti lesionate da quelle ancora fruibili, venne in seguito dispersa a metà dell'Ottocento.
La tavoletta della predella in particolare passò all'asta a Parigi entrando nella collezione di Alphonse Kann, che poi la rivendette a New York (7 gennaio 1927), venendo acquistata da Ralph H. Booth di Detroit, che poi la cedette al DIA quello stesso anno, riunendosi così alla tavoletta con Nicola da Tolentino resuscita due colombe.

## Descrizione e stile
L'opera è ambientata all'esterno e mostra il santo che trascina fuori dalle acque di un fiumiciattolo un fanciullo, mentre una donna, a sinistra, prega e due uomini, a destra, assistono al salvataggio. Più indietro si vedono personaggi occupati nelle attività agresti, come due che parlano davanti a una stalla vicino a un asino carico della soma.
L'opera, sebbene di qualità non eccelsa, è da imputare a Raffaello almeno per il disegno, con un'innovativa interazione tra figure e paesaggio.
Berenson riferì le tavolette a Eusebio di San Giorgio, Velentinier e Adolfo Venturi a Raffaello, Volpe a Raffaello in collaborazione con Evangelista da Pian di Meleto.